# Gerd Larsen
Gerd Larsen (* 8. September 1942 in Aabenraa) ist ein ehemaliger dänischer Mittelstreckenläufer.

## Sportliche Erfolge
Während seiner aktiven Zeit von 1962 bis Ende der 1970er Jahre nahm er an zahlreichen internationalen Meisterschaften teil. Seine beste Platzierung war der vierte Platz über 800 Meter bei den Europäischen Hallenspielen 1968. Bei den Olympischen Spielen 1968 in Mexiko-Stadt schied er über 800 Meter im Vorlauf aus. 1972 stellte er unter anderem einen neuen dänischen Rekord über 1500 Meter in 3:39,4 Minuten auf und erreichte das Halbfinale der Olympischen Spiele in München. Gerd Larsen ist dreimaliger Dänischer Meister über die 800-Meter-Strecke, zweifacher Dänischer Meister über die 1500 Meter sowie dreifacher Gewinner der Nationalen Cross-Country-Meisterschaft.
Gerd Larsen zeichnet sich durch seine unkonventionellen und experimentierfreudigen Trainingsmethoden aus. Er brachte als einer der ersten die Trainingsprinzipien von Arthur Lydiard nach Dänemark. Anfang der 1990er begann er mit dem Rudersport, wo er 1996 die World Master Championships gewann. Er lebte heute in Apenrade und ist aktiver Ruderer und Skilangläufer.
Bei einer Körpergröße von 1,89 m betrug sein Wettkampfgewicht 75 kg.